# Kokin Wakashū

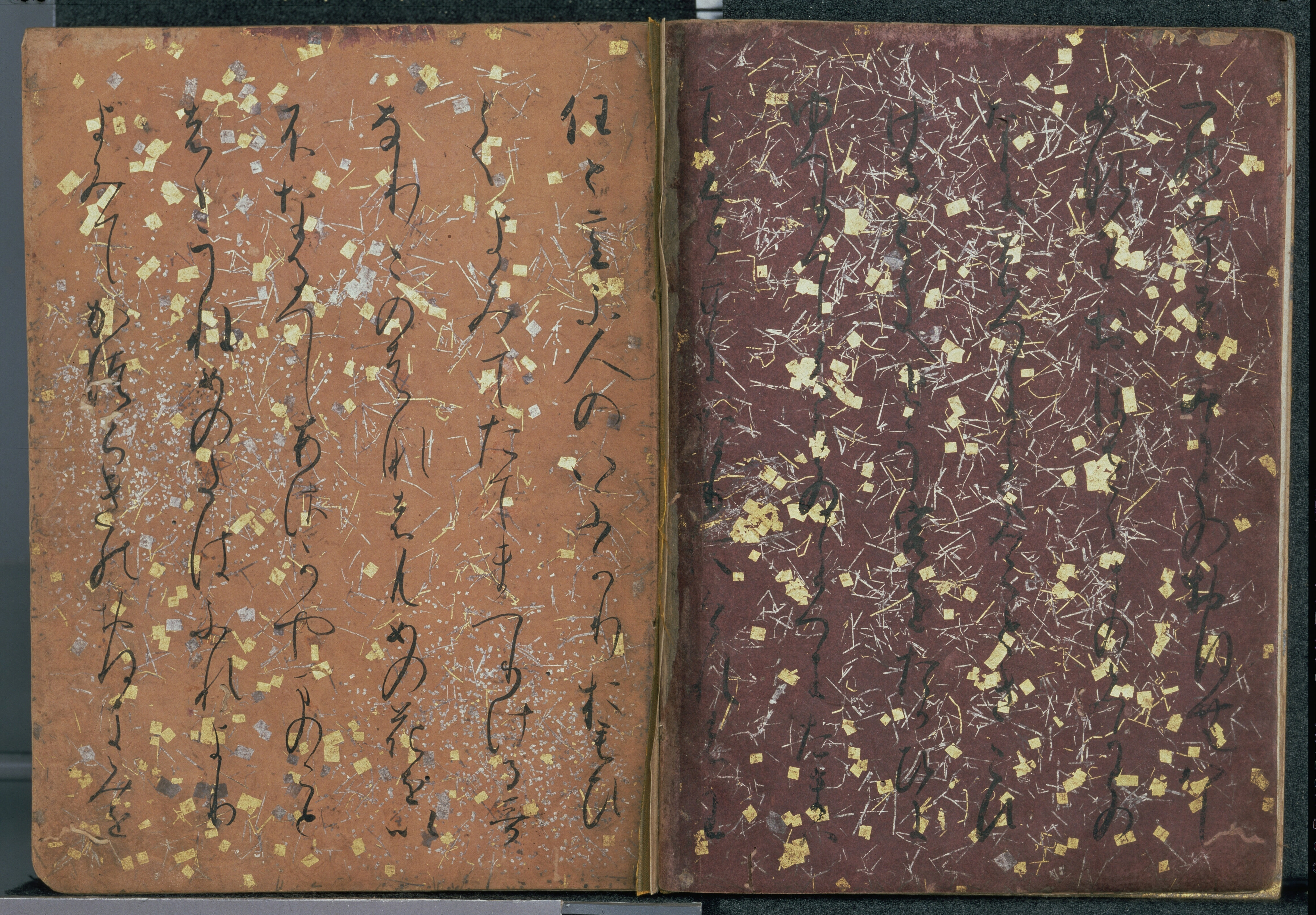
Seção do manuscrito completo mais antigo do Kokinshū (edição de Gen'ei, Tesouro Nacional), do início do século XII, no Museu Nacional de Tóquio

O Kokin Wakashū (古今和歌集, "Coleção de Poemas Japonês das Eras Antiga e Moderna"), geralmente abreviado como Kokinshū (古今集), é uma antologia antiga da poesia japonesa na forma de waka, datando do período Heian. É uma antologia imperial, concebida pelo Imperador Uda (887-897) e publicado por ordem de seu filho, Imperador Daigo (897-930), em aproximadamente 905 d.C. Sua forma finalizada data de 920, embora de acordo com alguns registros históricos, o último poema foi adicionado à coleção em 914. Os compiladores da antologia foram quatro poetas da corte, liderados por Ki no Tsurayuki e também incluindo Ki no Tomonori (que morreu antes de sua conclusão), Oshikochi Mitsune, e Mibu no Tadamine.

## Significância
O Kokinshū é o primeiro Nijūichidaishū (二十一代集), as 21 coleções de poesia japonesa compiladas a pedido do Imperador. Ele foi a realização mais influente das ideias da poesia na época, ditando a forma e o formato da poesia japonesa até o final do século XIX. Foi a primeira antologia a se dividir em poemas das estações e do amor. A primazia dos poemas sobre as estações surgida com o Kokinshū continua mesmo nos dias de hoje com a tradição do haikai.
O prefácio japonês de Ki no Tsurayuki é também o início da crítica japonesa distinta da poesia chinesa prevalente até então nos círculos literários da época (A antologia também inclui um prefácio chinês clássico de autoria de Ki no Yoshimochi). A ideia de incluir tanto novos como velhos poemas foi outra inovação importante, que foi amplamente adotada em obras posteriores, tanto em prosa como em verso. Os poemas do Kokinshū foram ordenados em ordem cronológica. Os poemas sobre amor, por exemplo, apesar de serem escritos por muitos poetas diferentes em épocas diferentes, são ordenados de tal maneira que o leitor pode entender a progressão e as flutuações dos casos amorosos na corte. Esta associação de um poema com o próximo marca a antologia como precursor das tradições renga e haikai.

## Estrutura
O número exato de poemas na coleção varia dependendo da tradição textual. A edição online, que segue o texto com data e família baseado em um manuscrito preparado por Fujiwara no Teika, contém 1 111 poemas. A coleção é dividida em doze partes, refletindo modelos mais antigos tais como o Man'yōshū e várias antologias chinesas. A organização dos tópicos é, no entanto, diferente de todos os modelos anteriores e foi seguida por todas as coleções oficiais posteriores, embora algumas coleções como o Kin'yō Wakashū e o Shika Wakashū dividiu o modelo em dez partes.
As divisões seguintes do Kokinshū mencionam os nomes japoneses das partes, suas leituras modernas e suas traduções em inglês.
| Tópico     | Partes     | Partes                                        | Partes        | Partes               |
| ---------- | ---------- | --------------------------------------------- | ------------- | -------------------- |
| Estações   | 1-2        | Primavera                                     | 春歌          | haru no uta          |
| Estações   | 3          | Verão                                         | 夏歌          | natsu no uta         |
| Estações   | 4-5        | Outono                                        | 秋歌          | aki no uta           |
| Estações   | 6          | Inverno                                       | 冬歌          | fuyu no uta          |
|            | 7          | Comemorações                                  | 賀歌          | ga no uta            |
| 8          | Despedidas | 離別歌                                        | wakare no uta |                      |
| 9          | Viagem     | 羈旅歌                                        | tabi no uta   |                      |
| 10         | Acróstico  | 物名                                          | mono no na    |                      |
| Amor       | 11-15      | Amor                                          | 恋歌          | koi no uta           |
| Miscelânea | 16         | Lamentações                                   | 哀傷歌        | aishō no uta         |
| Miscelânea | 17-18      | Miscelânea                                    | 雑歌          | kusagusa no uta      |
| Miscelânea | 19         | Formas miscelâneas                            | 雑躰歌        | zattai no uta        |
| Miscelânea | 20         | Poemas tradicionais do Departamento da Canção | 大歌所御歌    | ōutadokoro no on'uta |

Os compiladores incluíram o nome do autor de cada poema e o topic (題, dai) ou inspiração do poema, se conhecido. Os principais poetas do Kokinshū são Ariwara no Narihira, Ono no Komachi, Henjō e Fujiwara no Okikaze, além dos próprios compiladores. A inclusão em qualquer coleção imperial, e particularmente no Kokinshū, era uma grande honra.

## Manuscritos
Em 20 de outubro de 2010, a Universidade Feminina de Konan anunciou a descoberta de um manuscrito completo datado de 1220-1240. É o manuscrito mais antigo a conter tanto prefácio em kanji como em Kanã. Ele é dividido em dois volumes, com 15,9 cm de altura por 14,6 cm de largura, totalizando 429 páginas contendo todos os 1111 poemas. Supõe-se que ele seja uma cópia de um manuscrito feito por Fujiwara no Teika, mas a identidade do copiador é desconhecida. O manuscrito foi comprado de uma loja de livros usados em 1982 por 4 280 000 ienes.